# Cá nhám cưa Đông Úc
Cá nhám cưa Đông Australia, tên khoa học Pristiophorus peroniensis, là một loài cá nhám cưa thuộc họ Pristiophoridae, được tìm thấy ngoài khơi đông nam lục địa Úc tại độ sâu giữa 100 và 630 m. Loài cá này có thân dài đến 1.36 m.
Trước khi được miêu tả năm 2008, loài cá này có danh pháp Pristiophorus sp. A.